# بمانویکا هائوت سامبیرانو
بمانویکا هائوت سامبیرانو (فرانسوی: commune‎) یک منطقهٔ مسکونی در ماداگاسکار است که در دیانا واقع شده‌است.